# Akolá
Akolá (maráthsky अकोला) je město v stejnojmenném okrese indického svazového státu Maháráštra. Leží zhruba 600 kilometrů na východ od Bombaje a 250 kilometrů na západ od Nágpuru. Město samotné má přes čtyři sta tisíc obyvatel a celý okres má necelé dva miliony obyvatel.